# Дублон

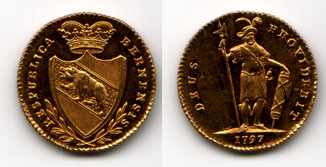
Бернський дублон (Respublica Bernensis)

Дублон (ісп. doblón — подвійний) — іспанська золота монета номіналом в два ескудо, що карбувалась в 1537—1849 роках. Монета мала вагу 6.766 грама (0.218 тройської унції) 22-каратного золота (916 проби) та містила 6.2 г. щирого золота. Дублони карбувались в Іспанії і віцекоролівствах Нова Іспанія, Перу та Нова Гранада (сучасні Колумбія, Еквадор, Панама і Венесуела в Південній Америці). Так само, як іспанський ескудо, що містив 3.1 г. щирого золота, замінив як стандартна іспанська золота монета більш важкий золотий екселенте (або дукат), що містив 3.48 г. щирого золота, відповідно дублон замінив номінал подвійного ескленте або подвійного дуката. Один дублон оцінюввався приблизно в 4 срібних іспанських долара або 32 срібних реали. 
Дублон був дуже популярний як у Європі, так і в іспанських володіннях Нового світу. У Франції назву пістоль. За зразком дублона були створені золота італійська доппія, золотий французький луїдор, пруський фрідріхсдор і деякі інші типи золотих монет в країнах Європи.
Популярність дублона як резервної монети для всього Нового світу призвела до того, що значна кількість монет була схована у вигляді скарбів, що добре відображено в художній літературі на піратську тему, де дублони (пістолі) — невіддільна частина піратських скарбів.